# 小西製作所
小西製作所はロストワックスを主体とした精密鋳造品、艦船、飛行機等の模型を供給する大阪府の企業である。

## 概要
ロストワックスを主体とする製品を製造、販売する。他に和時計も販売する。

## 公式サイト
- 公式ウェブサイト